# Anomala laosensis
Anomala laosensis är en skalbaggsart som beskrevs av Frey 1970. Anomala laosensis ingår i släktet Anomala och familjen Rutelidae. Inga underarter finns listade i Catalogue of Life.